# Michel Audet
Pour les articles homonymes, voir Audet.
Michel Audet, né le 12 novembre 1940 à Jonquière, est un économiste et homme politique canadien. Il est élu député provincial sous l'étiquette du Parti libéral du Québec dans la circonscription de Laporte en 2003. Il est ministre du Développement économique et régional du Québec dans le cabinet Charest du 29 avril 2003 au 23 mars 2004, puis ministre du Développement économique et régional et de la Recherche du 23 mars 2004 au 18 février 2005 et enfin, ministre des Finances du 18 février 2005 au 18 avril 2007. Il ne s'est pas représenté en 2007.

## Biographie

### Jeunesse et formation
Né à Jonquière, Michel Audet complète son cours classique en 1961, puis obtient sa maîtrise en sciences économiques à l'Université Laval et à Paris son diplôme de l'École nationale d'administration en 1967.
Audet commence sa carrière d'économiste lors du gouvernement de Jean Lesage. Il est d'abord économiste au ministère des Richesses naturelles en 1965 et 1966, puis directeur des études économiques et fiscales au ministère des Finances de 1971 à 1974. Il est nommé sous-ministre adjoint aux politiques budgétaires et fiscales au ministère des Finances de 1974 à 1977, puis sous-ministre associé au ministère de l'Énergie et des Ressources de 1977 à 1979 et au ministère de l'Industrie, du Commerce et de la Technologie de 1979 à 1984. Il est par la suite conseiller économique auprès du maire et du comité exécutif de la Ville de Québec en 1984 et 1985 et secrétaire général associé au Développement économique du gouvernement du Québec en 1986 et en 1987. Il est sous-ministre du ministère de l'Industrie, du Commerce et de la Technologie de 1988 à 1992. Dans les années 1990, Michel Audet préside la Fédération des chambres de commerce du Québec. Il est aussi directeur des pages éditoriales du journal Le Soleil (Québec) en 1992 et 1993, puis président-directeur général de la Fédération des chambres de commerce du Québec de 1993 à 2003.

### Carrière politique
En 2003, Michel Audet est élu député libéral dans le comté de Laporte. Il est ensuite nommé ministre du Développement économique et régional au sein du Gouvernement Jean Charest. En 2005, Michel Audet remplace Yves Séguin en tant que ministre des Finances, à la suite de la démission de ce dernier et d'un remaniement ministériel au sein du gouvernement Charest. Les difficultés budgétaires mènent à des conflits avec la CSN et la CSQ.
À la suite de l'adoption de la loi sur la réduction de la dette en juin 2006, Audet crée le Fonds des générations. Ce fonds a pour but de payer la dette québécoise à long terme, avec un objectif de réduction de la dette à atteindre d’ici 2025. Le Fonds des générations est alimenté principalement par les redevances hydrauliques d’Hydro-Québec et des producteurs privés d’hydroélectricité.
Il verra la cote de crédit du Québec augmentée par l'agence Moody's à AA3, puis à AA2 à l'automne 2006.
Michel Audet ne s’est pas représenté aux élections de 2007. À la suite de sa carrière politique, il est chargé par le gouvernement Charest de négocier un accord sur les échanges commerciaux unissant le Québec et l’Ontario. Il est ensuite nommé président d’un groupe d’étude sur la gouvernance des PME au Québec.

## Honneur
- Médaille Gloire de l'Escolle

## Compléments